# Фейрейкерс (Нью-Мексико)
Фейрейкерс (англ. Fairacres) — переписна місцевість (CDP) в США, в окрузі Донья-Ана штату Нью-Мексико. Населення — 720 осіб (2020).

## Географія
Фейрейкерс розташований за координатами 32°18′17″ пн. ш. 106°50′12″ зх. д. / 32.30472° пн. ш. 106.83667° зх. д. (32.304725, -106.836636).  За даними Бюро перепису населення США в 2010 році переписна місцевість мала площу 5,46 км², уся площа — суходіл.

## Демографія
Згідно з переписом 2010 року, у переписній місцевості мешкали 824 особи в 315 домогосподарствах у складі 216 родин. Густота населення становила 151 особа/км².  Було 334 помешкання (61/км²).
Расовий склад населення:
| - 79,0 % — білих - 2,5 % — корінних американців - 0,6 % — чорних або афроамериканців - 0,2 % — вихідців з тихоокеанських островів - 0,1 % — азіатів - 12,6 % — осіб інших рас |

До двох чи більше рас належало 4,9 %. Частка іспаномовних становила 55,0 % від усіх жителів.
За віковим діапазоном населення розподілялося таким чином: 26,8 % — особи молодші 18 років, 60,0 % — особи у віці 18—64 років, 13,2 % — особи у віці 65 років та старші. Медіана віку мешканця становила 38,7 року. На 100 осіб жіночої статі у переписній місцевості припадало 100,5 чоловіків;  на 100 жінок у віці від 18 років та старших — 97,7 чоловіків також старших 18 років.
За межею бідності перебувало 4,3 % осіб, у тому числі 0,0 % дітей у віці до 18 років та 0,0 % осіб у віці 65 років та старших.
Цивільне працевлаштоване населення становило 565 осіб. Основні галузі зайнятості: освіта, охорона здоров'я та соціальна допомога — 29,7 %, роздрібна торгівля — 19,6 %, науковці, спеціалісти, менеджери — 14,3 %.